# Stara Wieś (Białobrzegi)
Pour les articles homonymes, voir Stara Wieś.
Stara Wieś (prononciation : [ˈstara ˈvjɛɕ]) est un village polonais de la gmina de Stromiec dans le powiat de Białobrzegi de la voïvodie de Mazovie dans le centre-est de la Pologne.
Il se situe à environ 4 kilomètres au nord-ouest de Stromiec (siège de la gmina), 8 kilomètres à l'est de Białobrzegi (siège du powiat) et à 62 kilomètres au sud de Varsovie (capitale de la Pologne).

## Histoire
De 1975 à 1998, le village appartenait administrativement à la voïvodie de Radom.